# DPAGT1
DPAGT1‏ (Dolichyl-phosphate N-acetylglucosaminephosphotransferase 1) هوَ بروتين يُشَفر بواسطة جين DPAGT1 في الإنسان.